# Schriesheim
Schriesheim – miasto w Niemczech, w kraju związkowym Badenia-Wirtembergia, w rejencji Karlsruhe, w regionie Rhein-Neckar, w powiecie Rhein-Neckar-Kreis. Leży w Odenwaldzie, ok. 10 km na północ od Heidelbergu, przy autostradzie A5, drodze krajowej B3 i linii kolejowej Weinheim-Heidelberg.